# Japanska havet

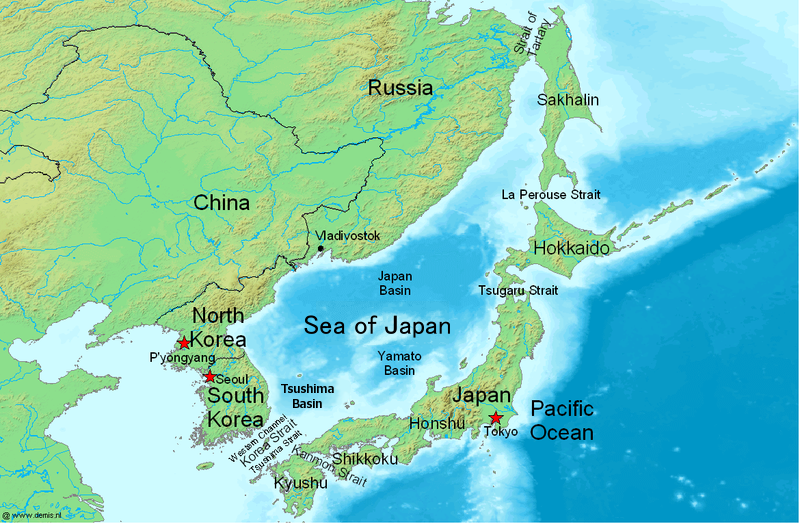
Japanska havet

Japanska havet (Östhavet) är den del av västra Stilla havet som ligger mellan Japan och det asiatiska fastlandet, närmare bestämt Nordkorea, Sydkorea och Ryssland (Primorje kraj). I Nordkorea brukar det omnämnas som Koreanska östhavet medan det i Sydkorea omnämns som Östhavet. 
Havet omfattar 978 000 km2 (som Östersjön och Nordsjön tillsammans) och har ett medeldjup av 1752 meter. Dess största längd är 2255 km och bredd 1070 km. De omgivande kusterna har en sammanlagd längd av 7600 km, varav största delen 3240 km hör till Ryssland. I havet finns det tre stora sänkor, Yamotosänkan i sydöst, Japansänkan i norr och Tsushimasänkan i sydväst. Havsströmmen Kuroshiro går igenom havet. Det finns fiskrika områden i norr och i sydöst. Det finns också mineralfyndigheter och naturgas och petroleum i havet.
Havet är föremål för en internationell konflikt, då de syd- och nordkoreanska regeringarna anser att benämningen Japanska havet associerar till den historiska japanska aggressionen och koloniala ambitionerna i regionen. Sydkorea vill att det istället ska kallas Östhavet, medan Nordkorea menar att Ostkoreanska havet är det mest korrekta. Det finns historiska bevis på att vattnet kallats både Östhavet och Ostkoreanska havet, vilket de båda staterna stödjer sig på. 